# Lò hơi công nghiệp
Lò hơi công nghiệp hay còn gọi là nồi hơi, Súp-de (tiếng Pháp: Chaudière, \ʃo.djɛʁ\) là thiết bị sản xuất ra hơi nước cung cấp cho các thiết bị máy móc khác, hoặc, loại lò hơi đơn giản, thì cung cấp hơi trực tiếp phục vụ đời sống con người. 

## Lò hơi công nghiệp
Nguyên lý chung của lò hơi công nghiệp là sử dụng nhiên liệu để đun sôi nước, tùy theo cấu tạo của loại lò hơi mà nhiên liệu có thể là: rắn (như củi, than, gỗ...), lỏng (như dầu...), hoặc khí (như gas). Cấu tạo đơn giản nhất của lò hơi gồm có hai trống nước (bao nước), một ở phía trên, một ở phía dưới, có hai dàn ống, một dàn nằm trong buồng đốt để được đốt nóng tạo hỗn hợp hơi và nước sôi chuyển động lên trống trên (còn gọi là trống hơi), một dàn nằm phia ngoài vách lò đưa nước đã tách hơi đi xuống trống dưới (còn gọi là trống nước). Việc tuần hoàn hỗn hợp nước sôi và hơi nước đi lên trống trên để tách hơi, và nước từ trống trên chuyển xuống trống dưới có thể là tuần hoàn tự nhiên, cũng có thể là tuần hoàn cưỡng bức: phải dùng bơm chuyên dụng. Trống trên là nơi tách hơi ra khỏi hỗn hợp hơi-nước, phần hơi ra khỏi bao hơi (trống hơi) được đưa đến bộ quá nhiệt là các dàn ống xoắn ruột gà (hoặc cấu tạo khác) đặt ngang hoặc dọc trên đỉnh lò để tận dụng nhiệt của khói lò, tại đây hơi nhận thêm một lượng nhiệt thành hơi quá nhiệt (hơi khô), hơi này có áp suất và nhiệt độ cao được đưa đi sử dụng cho các thiết bị như động cơ hơi nước, turbine hơi nước... Tùy theo nhu cầu sử dụng mà người ta tạo ra nguồn hơi quá nhiệt có nhiệt độ và áp suất rất cao để đáp ứng cho các loại máy móc đặc chủng. Để vận chuyển nguồn năng lượng có nhiệt độ và áp suất rất cao này người ta dùng các ống chịu được nhiệt, chịu được áp suất cao.
Lò hơi được sử dụng rất nhiều trong công nghiệp như tạo ra hơi để vận hành đầu máy xe lửa hơi nước, vận hành turbine máy phát điện...
Và điều đặc biệt của lò hơi mà không thiết bị nào thay thế được là tạo ra nguồn năng lượng an toàn không gây cháy để vận hành các thiết bị hoặc động cơ ở nơi cần cấm lửa và cấm nguồn điện (như các kho xăng, dầu)...
Các loại lò hơi công nghiệp  được sử dụng phổ biến bao gồm :
- Lò hơi tầng sôi tuần hoàn
- Lò hơi ghi xích
- Lò hơi ghi tĩnh
- Lò hơi đốt gas
- Lò hơi đốt dầu